# Фазли, Али
Али Фазли — иранский военачальник, бригадный генерал.

## Биография
Ветеран ирано-иракской войны 1980—1988 годов, во время которой потерял глаз. В 1999 году он был одним из 24 офицеров КСИР, которые написали письмо президенту Мохаммаду Хатами.
Фазли считается одним из влиятельных руководителей в иранской военной системе. Возглавлял отдел операций войск КСИР. Затем получил назначение на должность командира «Сейед Аль-Шохада» (Seiyed al-Shohada) — частями Корпуса стражей Исламской Революции в провинции Тегеран.

### Арест
В июне 2009 года в прессе появилась противоречивая информация, что генерал Фазли был арестован по приказу аятоллы Али Хаменеи за нежелание использовать войска для подавления демонстраций оппозиции и его местонахождение неизвестно. По другим сведениям, он был отстранён от занимаемой должности в связи с некомпетентностью.
Однако через некоторое время слух об отстранении генерала Али Фазли был опровергнут им самим. По информации правительственных сайтов, во время пресс-конференции он сделал заявления в духе полной поддержки Хаменеи.